# Les Grizzlys de Vaujany
Pour les articles homonymes, voir HVC.
Les Grizzlys de Vaujany sont un club français de hockey sur glace basés à Vaujany.
Ils évoluent en Division 2, troisième niveau national, et sont l'équipe réserve des Brûleurs de Loups de Grenoble.

## Historique
Fondé en 2012, le club ne possède à ses débuts que des équipes jeunes et loisirs.
La station-village de Vaujany étant l'un des sponsors du club des Brûleurs de Loups de Grenoble, un partenariat est mis en place lorsque ces derniers souhaitent créer une équipe réserve en 2017.
L'équipe portée par Grenoble et son équipe U20 est engagée directement en Division 2 sous le nom des Grizzlys.
Des internationaux français comme Julian Junca ou Dylan Fabre ont notamment défendus les couleurs des Grizzlys.

### Champion de France de D2 2023

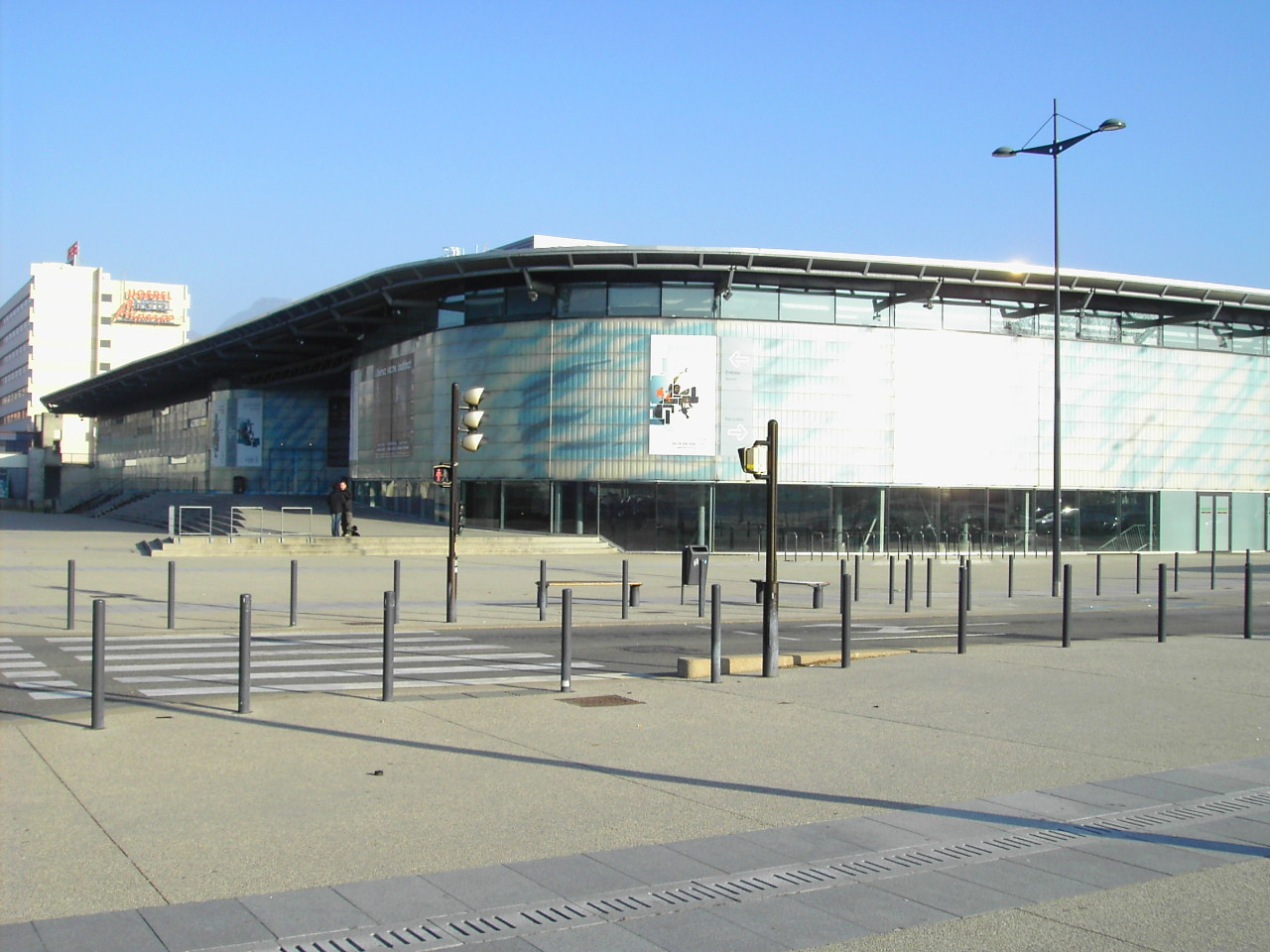
La patinoire Pôle Sud à Grenoble où les Grizzlys s'imposent en finale face aux Comètes de Meudon lors du match décisif en 2023.

À l'issue de la saison 2022-2023, les Grizzlys de Vaujany entrainés par Edo Terglav sont sacrés Champion de France Division 2 pour la première fois de leur histoire avec une victoire 3 matchs à 2 (3-2, 5-3, 3-5, 2-5 et 8-6).

## Palmarès

### Compétitions nationales
- Championnat de France Division 2 : 2023

## Anciens logos
Le club a pour logo un grizzly.

Ancien logo
Ancien logo